# Rezerwat przyrody Biesak-Białogon
Rezerwat przyrody Biesak-Białogon – rezerwat przyrody nieożywionej położony w granicach miasta Kielce, w województwie świętokrzyskim. Leży w obrębie Chęcińsko-Kieleckiego Parku Krajobrazowego.
- Powierzchnia: 13,04 ha[1] (akt powołujący podawał 13,08 ha), w tym powierzchnia leśna ponad 9 ha[3]
- Rok utworzenia: 1981
- Numer ewidencyjny WKP: 045
- Przedmiot ochrony: wychodnie skał ordowickich i kambryjskich wykazujących wiele ciekawych zjawisk tektonicznych (kształty skał, złożony system uskoków, lustra tektoniczne).

Biesak-Białogon znajduje się w południowo-zachodniej części Kielc, u podnóża Kamiennej Góry. W rezerwacie znajdują się odsłonięte piaskowce i mułowce dolnego kambru, a także niewielkie jeziorko powstałe w wyniku zalania wodą dawnego kamieniołomu.
Nieczynny kamieniołom otoczony jest rozległym parkiem leśnym potocznie zwanym „stadionem” (od znajdującego się tu przed wojną toru wyścigów konnych). W rezerwacie występują następujące zespoły roślinne lasu: subkontynentalny bór świeży oraz kontynentalny bór mieszany w dwóch wariantach – typowym i grądowym. W drzewostanie dominuje sosna, w domieszce występuje dąb, buk, jodła i topola osika.
Według obowiązującego planu ochrony ustanowionego w 2004 roku, obszar rezerwatu objęty jest ochroną czynną i krajobrazową.
Rezerwat jest punktem początkowym  zielonego szlaku spacerowego prowadzącego do Słowika. Przez rezerwat przebiega  żółty szlak spacerowy wokół Kielc.